# ナポレオーネ・フェラーラ
ナポレオーネ・フェラーラ（Napoleone Ferrara, 1956年7月26日 - ）は、イタリア出身でアメリカ合衆国の医学者、分子生物学者。シチリア州カターニア出身。カリフォルニア大学サンディエゴ校教授。

## 経歴
1981年にカターニア大学からM.D.を取得後、1983年から1985年までカリフォルニア大学サンフランシスコ校の生殖内分泌学科の博士研究員となり、1986年にオレゴン健康科学大学でインターンとなる。1988年にジェネンテックの研究員となり、2002年から2012年まで同社フェロー。2013年から現職。
血管新生の主要な調節因子である血管内皮細胞増殖因子（VEGF）の発見、および加齢黄斑変性に対する抗VEGF阻害剤による治療法の開発で知られる。

## 受賞歴
- 2006年 - パサノ賞
- 2010年 - ラスカー・ドゥベーキー臨床医学研究賞
- 2011年 - 国際ポール・ヤンセン生物医学研究賞
- 2013年 - 生命科学ブレイクスルー賞
- 2014年 - ガードナー国際賞
- 2018年 - クラリベイト・アナリティクス引用栄誉賞
- 2023年 - 慶應医学賞[1]、プリンス・マヒドール賞医学部門

## 参照
- Napoleone Ferrara, M.D.